# 아테네 지하철

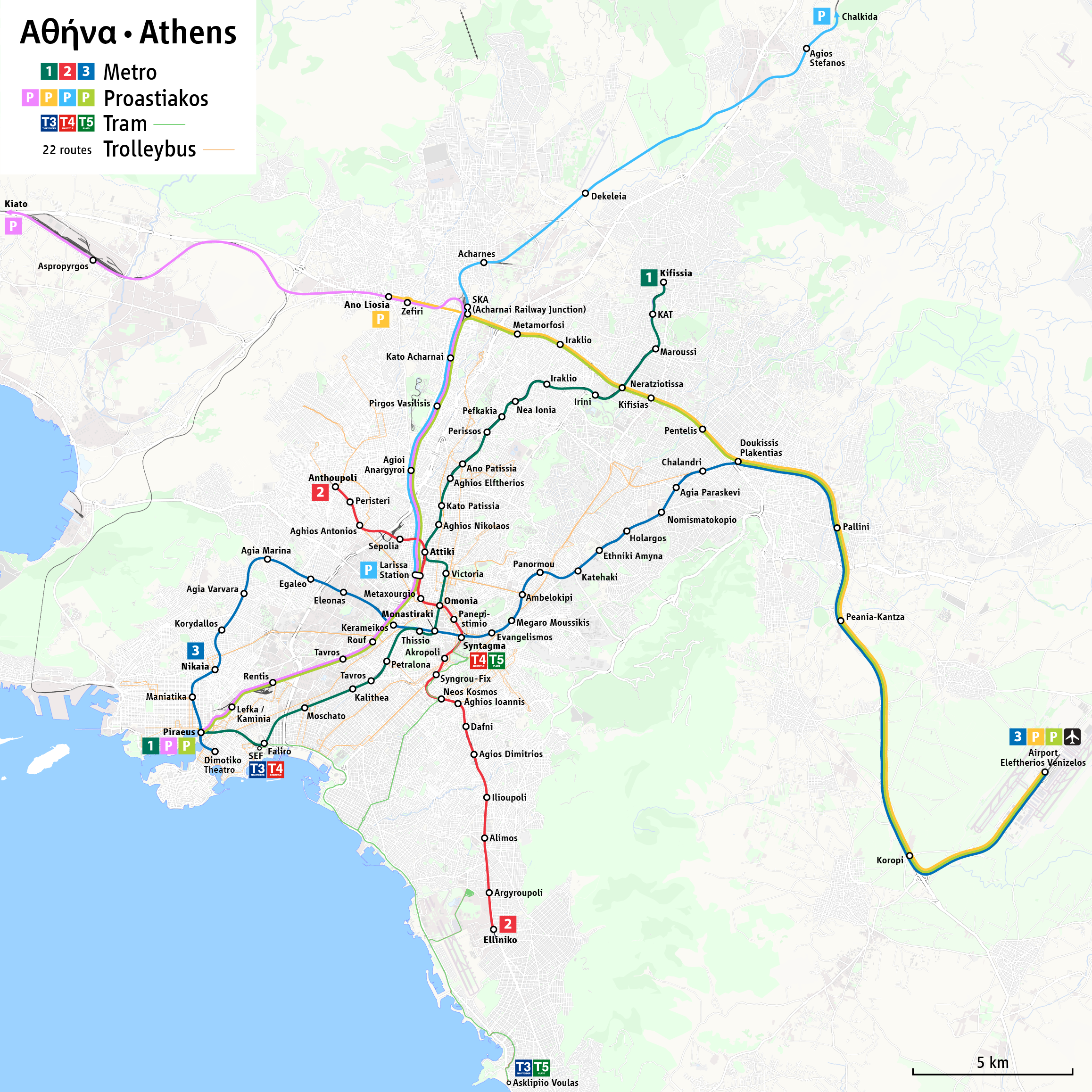
아테네의 지하철 노선.

아테네 지하철은 그리스의 수도 아테네의 지하철을 말한다. 2000년에 개통되었고 총 3개의 노선이 있으며 1개 노선이 건설중이다.

## 역과 구간

### 1호선 (초록)
아테네 지하철 1호선 ISAP (그리스어:Ηλεκτρικοί Σιδηρόδρομοι Αθηνών-Πειραιώς (아테네-피레아스 전철)는 아테네 시 북쪽 교외인 키피시아에서 아테네 시내를 남북으로 종단하여 남서쪽의 에게 해의 관문인 피레아스 항까지 연결하고 있다. 이 모든 역을 끝까지 다 타면 45분 정도가 걸린다.

#### 지하철역
- 키피시아 역(Κηφισιά)
- K.A.T. 역(Κ.Α.Τ.)
- 마루시 역(Μαρούσι)- 국철 네란치오티사 역(Νεραντζιώτισσα)과 연결
- 이리니 역(Ειρήνη)
- 이라클리오 역(Ηράκλειο)
- 네아 이오니아 역(Νέα Ιωνία)
- 페브카키아 역(Πευκάκια)
- 페리소스 역(Περισσός)
- 아노 파티시아 역(Άνω Πατήσια)
- 아요스 엘레프테리오스 역(Άγιος Ελευθέριος)
- 카토 파티시아 역(Κάτω Πατήσια)
- 아요스 니콜라오스 역(Άγιος Νικόλαος)
- 아티키 역(Αττική) - 2호선(빨강)으로 환승 가능
- 빅토리아 역(Βικτώρια)
- 오모니아 역(Ομόνοια) - 2호선(빨강)으로 환승 가능
- 모나스티라키 역(Μοναστηράκι) - 3호선(파랑)으로 환승 가능
- 티시오 역(Θησείο)
- 페트랄로나 역(Πετράλωνα)
- 타브로스-엘레프테리오스 베니젤로스 역(Ταύρος)
- 칼리테아 역(Καλλιθέα)
- 모스하토 역(Μοσχάτο)
- 네오 팔리로 역(Νέο Φάληρο) - 전차로 환승가능
- 피레아스 역(Πειραιάς) - 국철 피레아스 역과 연결

### 2호선 (빨강)
2호선은 중간에 환승역이 세 군데(아티키 역,오모니아 역,모나스티라키 역) 있으며, 아요스 안토니오스 역에서부터 아요스 디미트리오스 역까지 있다. 2호선의 총 길이는 11.6km로 가장 짧다. 현재 총 14개 역이 있으나 2009년까지 6개 역이 추가로 개통될 예정이다.

#### 지하철역
- 아요스 안토니오스 역(Άγιος Αντώνιος)
- 세폴리아 역(Σεπόλια)
- 아티키 역(Αττική) - 1호선(초록)으로 환승 가능
- 스타트모스 라리시스 역(Σταθμός Λαρίσης) - 그리스 국립철도 라리사 역과 연결
- 메탁수르이오 역(Μεταξουργείο)
- 오모니아 역(Ομόνοια) - 1호선(초록)으로 환승 가능
- 파네피스티미오 역(Πανεπιστήμιο)
- 신타그마 역(Σύνταγμα) - 3호선(파랑)으로 환승가능
- 아크로폴리 역(Ακρόπολη)
- 싱그루-픽스 역(Συγγρού-Φιξ) - 전차 정거장과 연결
- 네오스 코스모스 역(Νέος Κόσμος) - 전차 정거장과 연결
- 아요스 얀니스 역(Άγιος Ιωάννης)
- 다프니 역(Δάφνη)
- 아요스 디미트리오스 역(Άγιος Δημήτριος)

### 3호선 (파랑)
3호선은 중간에 환승역이 2개 있고, 아테네 공항과 신타그마 광장, 파르테논 신전 등 중요한 관광명소를 지나기 때문에 관광객들이 가장 많이 이용하는 지하철 노선이다. 현재 총 17개 역이 있지만 1유로짜리 공통승차권으로는 에갈레오 역에서부터 에트니키 아미나 역 사이의 구간까지만 이용할 수 있고 아테네 공항까지 가기 위해서는 별도의 표를 구입해야 한다.
현재 10개의 역이 공사중에 있으며, 2013년까지 모두 개통될 예정이다.

#### 지하철역
- 에갈레오 역(Αιγάλεω)
- 엘레오나스 역(Ελαιώνας)
- 케라미코스 역(Κεραμεικός)
- 모나스티라키 역(Μοναστηράκι) - 1호선(초록)으로 환승 가능
- 신타그마 역(Σύνταγμα) - 2호선(빨강)으로 환승 가능, 전차 정거장과 연결, 그리스 국회 의사당과 신타그마 광장옆에 있음
- 에반겔리스모스 역(Ευαγγελισμός)
- 메가로 무시키스 역(Μέγαρο Μουσικής) - 아테네 대음악당 옆에 있음
- 아벨로키피 역(Αμπελόκηποι)
- 파노르무 역(Πανόρμου)
- 카테하키 역(Κατεχάκη)
- 에스니끼 아미나 역(Εθνική Άμυνα) - 그리스 국방부옆에 위치
- 할란드리 역(Χαλάνδρι)
- 도우키시스 프라켄티나스 역
- 팔리니 역(Παλλήνη) - 아테네 국철과 연결
- 페아니아-칸차 역(Παιανία-Κάντζα) - 아테네 국철과 연결
- 코로피 역(Κορωπί) - 아테네 국철과 연결
- 아테네 국제공항 역(Διεθνής Αερολιμένας Αθηνών) - 아테네 국철과 연결

### 4호선 (오렌지)
4호선은 노선 전체가 공사중에 있으며 개통시기는 아직 정해지지 않은 상태다.
2007년 공개된 총 노선도는 다음과 같다.

#### 지하철역
- 알소스 베이쿠 역(Άλσος Βεΐκου)
- 갈라테 역(Γαλάτσι)
- 킵셀리 역(Κυψέλη)
- 디카스티리아 역(Δικαστήρια)
- 알렉산드라스 역(Αλεξάνδρας)
- 엑사히아 역(Εξάρχεια)
- 파네피스티미오 역(Πανεπιστήμιο) - 2호선(빨강)과 환승이 가능한 역으로 건설예정
- 콜로나키 역(Κολωνάκι)
- 에방겔리스모스 역(Ευαγγελισμός) - 3호선(파랑)과 환승이 가능한 역으로 건설예정
- 파그라티-케사리아니 역(Παγκράτι-Καισαριανή)
- 아노 일리시아 역(Άνω Ιλίσια)
- 조그라푸 역(Ζωγράφου)
- 구디 역(Γουδή)
- 카테하키 역(Κατεχάκη) - 3호선(파랑)과 환승이 가능한 역으로 건설예정
- 파로스 역(Φάρος)
- 필로테이 역(Φιλοθέη)
- 시데라 역(Σίδερα)
- O.A.K.A. 역(Ο.Α.Κ.Α.)
- 파라디소스 역(Παράδεισος)
- 마루시 역(Μαρούσι) - 1호선(초록)과 환승이 가능한 역으로 건설예정

## 같이 보기
- 세계 각국의 도시 철도